# Esphalmenus rostratus
Esphalmenus rostratus – gatunek skorka z rodziny Pygidicranidae i podrodziny Esphalmeninae.
Gatunek ten opisany został w 1984 roku przez Alana Brindle’a na podstawie 15 okazów, odłowionych w 1979 roku w Estancia Viamonte Auricosta.
Skorek o ciele długości od 11 do 12 mm. Głowę ma poprzeczną, o wciśniętej linii szwu ciemieniowego, wraz z czułkami ubarwioną żółto. Barwa tułowia i odwłoka jest żółtawobrązowa do brązowawej. Silnie poprzeczne przedplecze ma prawie równoległe brzegi boczne. Odnóża są żółte lub żółtawobrązowe. U samca punktowanie na tergitach przedniej części odwłoka jest słabe i rozproszone, a na tych w tylnej prawie nieobecne. U samca tylny brzeg przedostatniego sternitu odwłoka jest równomiernie zaokrąglony. Przysadki odwłokowe (szczypce) samca mają od 2,25 do 2,5 mm długości i łukowate ramiona o częściach nasadowych rozszerzonych, ale pozbawionych ząbków na krawędziach wewnętrznych. Ostatni tergit odwłoka ma u samca mały, tępy guzek ponad nasadami przysadek. U samicy długość szczypiec osiąga 2 mm, a kształt ich smukłych, osadzonych blisko siebie ramion jest falisty. Genitalia samca są podobne do tych u E. lativentris, ale paramery co najmniej w odsiebnych połówkach są nadzwyczaj silnie zesklerotyzowane, a dystalne wyrostki na virdze wyraźniej zaznaczone.
Owad neotropikalny, endemiczny dla Argentyny, znany tylko z Ziemi Ognistej.